# Cmentarz żydowski w Jeleniewie
Cmentarz żydowski w Jeleniewie – został założony w XVIII wieku i zajmuje powierzchnię 0,5 ha na której zachowało się trzydzieści jeden nagrobków z napisami w języku hebrajskim, spośród których najstarszy pochodzi z 1788 roku. W 1992 roku wystawiono pomnik ku czci ofiar Holocaustu, a w 1997 roku przeprowadzono prace porządkowe.